# World of Echo
World of Echo (рус. Мир эха) — единственный полноформатный студийный альбом, записанный Артуром Расселлом в течение его жизни. Он был выпущен в 1986 году на Upside Records в США и Rough Trade Records в Великобритании.
Лейбл Audika Records выпустил World of Echo ограниченным тиражом на CD 27 октября 2004 года. Альбом включал в себя несколько бонус-треков, а также DVD с видеоматериалами авторства Фила Ниблока. Впоследствии лейбл издал World of Echo ещё раз в формате CD (11 января 2005 года) и в формате двойного винилового альбома (29 марта 2005 года). Лейбл Rough Trade также переиздал альбом 9 января 2005 года.

## Список композиций
Все песни написаны Артуром Расселлом.
1. «Tone Bone Kone» – 1:05
2. «Soon-to-Be Innocent Fun/Let's See» – 9:36
3. «Answers Me» – 2:11
4. «Being It» – 5:17
5. «Place I Know/Kid Like You» – 3:28
6. «She's the Star/I Take This Time» – 4:57
7. «Tree House» – 2:15
8. «See-Through» – 2:10
9. «Hiding Your Present from You» – 4:17
10. «Wax the Van» – 2:11
11. «All-Boy All-Girl» – 3:44
12. «Lucky Cloud» – 2:53
13. «Tower of Meaning/Rabbit's Ear/Home Away from Home» – 4:38
14. «Let's Go Swimming» – 2:42

Переиздания альбома включают следующие дополнительные композиции:
1. «The Name of the Next Song» – 8:00
2. «Happy Ending» – 4:23
3. «Canvas Home» – 2:34
4. «Our Last Night Together» – 3:27